# Rugathodes pico
Rugathodes pico là một loài nhện trong họ Theridiidae.
Loài này thuộc chi Rugathodes. Rugathodes pico được miêu tả năm 1989 bởi Merrett & Ashmole.